# (7500) Sassi
(7500) Sassi est un astéroïde de la ceinture principale.

## Description
(7500) Sassi est un astéroïde de la ceinture principale. Il fut découvert le 3 octobre 1996 à Farra d'Isonzo par l'observatoire astronomique de Farra d'Isonzo. Il présente une orbite caractérisée par un demi-grand axe de 2,29 UA, une excentricité de 0,09 et une inclinaison de 6,1° par rapport à l'écliptique.

## Compléments